# Jazzdor
Jazzdor ist ein französisches Jazzfestival in Straßburg und Berlin sowie andern deutschen Städten. Das alljährlich stattfindende Festival ist auf französische und deutsch-französische Projekte in Jazz und zeitgenössischer Musik ausgerichtet. Organisiert werden jeweils etwa 40 Konzerte (darunter eine Reihe deutsch-französischer Kooperationen), einige Meisterklassen und Artists in Residence. 

## Geschichte
Das erste Festival fand 1986 in Straßburg statt. Unter dem Motto „une plateforme du jazz français en Allemagne“ bestand lange ein Ableger in Offenburg. 2007 wurde Jazzdor erstmals im Kesselhaus in der Kulturbrauerei in Berlin unter der Bezeichnung Jazzdor Strasbourg-Berlin im Rahmen einer Reihe zum aktuellen französischen Jazz veranstaltet. Seither ist die deutsche Ausgabe primär in Berlin angesiedelt. Sie wird durch Uraufführungen bzw. Deutschlandpremieren deutsch-französischer Musikprojekte besonders geprägt.

## Träger
Träger des Festivals ist der gleichnamige Verein, der Förderungen der Regionaldirektion Grand Est des französischen Kulturministeriums, der Stadt Straßburg, der Region Grand Est und der Europäischen Gebietskörperschaft Elsass erhält. Leiter des Festivals ist Philippe Ochem. Das Festival ist Mitglied der Association des Festivals Innovants en Jazz et Musiques Actuelles, des EJN (Europe Jazz Network) und der Veranstaltungsreihe Strasbourg Festivals.

## Label
Das Label Jazzdor Series brachte 2014 die ersten Alben heraus. Mittlerweile hat das Label elf Alben im Katalog, die über Autre Distribution vertrieben werden.